# Tines del Camí del Companyó
Les tines del Camí del Companyó són un conjunt del municipi del Pont de Vilomara i Rocafort (Bages) protegit com a bé cultural d'interès local. La construcció se situa pròxima a Santa Creu del Palou. És formada per un grup de dues tines, amb dipòsit de planta circular i planta exterior en forma de vull, i una barraca.

## Descripció
La part inferior de la construcció és feta amb pedra i morter de calç i l'interior dels dipòsits està recobert de rajoles de ceràmica envernissada lleugerament corbades. La part superior dels murs és construïda amb pedra sense material d'unió i s'hi localitza la porta d'accés, comuna per a les dues tines i encarada al camí. L'esmentada obertura per a l'accés té la mateixa amplada de baix a dalt i la llosa que fa funció de llinda ha desaparegut. La tina número 1 presenta dues finestres i la tina número 2 en té tres. Les dues cobertes s'han ensorrat completament.
Els dos brocs s'ubiquen a la part posterior de la construcció i a l'interior de la barraca. La construcció es troba força malmesa i la vegetació l'envolta i hi creix a l'interior.
Adossada a la part posterior de les tines hi ha una barraca feta de pedra seca i que ha perdut totalment la coberta. És de planta rectangular i l'entrada es localitza al parament sud. A l'interior s'hi conserven els dos brocs de les tines. Hi vegetació i pedres que han caigut de l'edificació.